# عرش زحل (رواية)
عرش زحل The Throne of Saturn هي رواية من الأدب السياسي والخيال العلمي للكاتب الأمريكي ألن دروري نشرت في عام 1971 م.

## القصة
تدور الأحداث حول التحضيرات لإرسال رحلة فضائية في المستقبل إلى كوكب المريخ.